# Thomas Ahlström
Thomas Ahlström (født 17. juli 1952) er en svensk tidligere fodboldspiller (midtbane).
Ahlström spillede størstedelen af sin karriere i hjemlandet, hvor han tilbragte 13 sæsoner hos Elfsborg. Han var med til at vinde både det svenske mesterskab og Svenska Cupen med klubben. Han var også i tre sæsoner tilknyttet Olympiakos i Grækenland, og vandt tre græske mesterskaber med klubben.
For Sveriges landshold spillede Ahlström 11 kampe. Han var en del af den svenske trup til VM 1974 i Vesttyskland.

## Titler
Græsk mesterskab
- 1980, 1981 og 1982 med Olympiakos

Græsk Pokal
- 1981 med Olympiakos